# Psapharochrus latiforma
Psapharochrus latiforma là một loài bọ cánh cứng trong họ Cerambycidae.